# France-Elena Damian

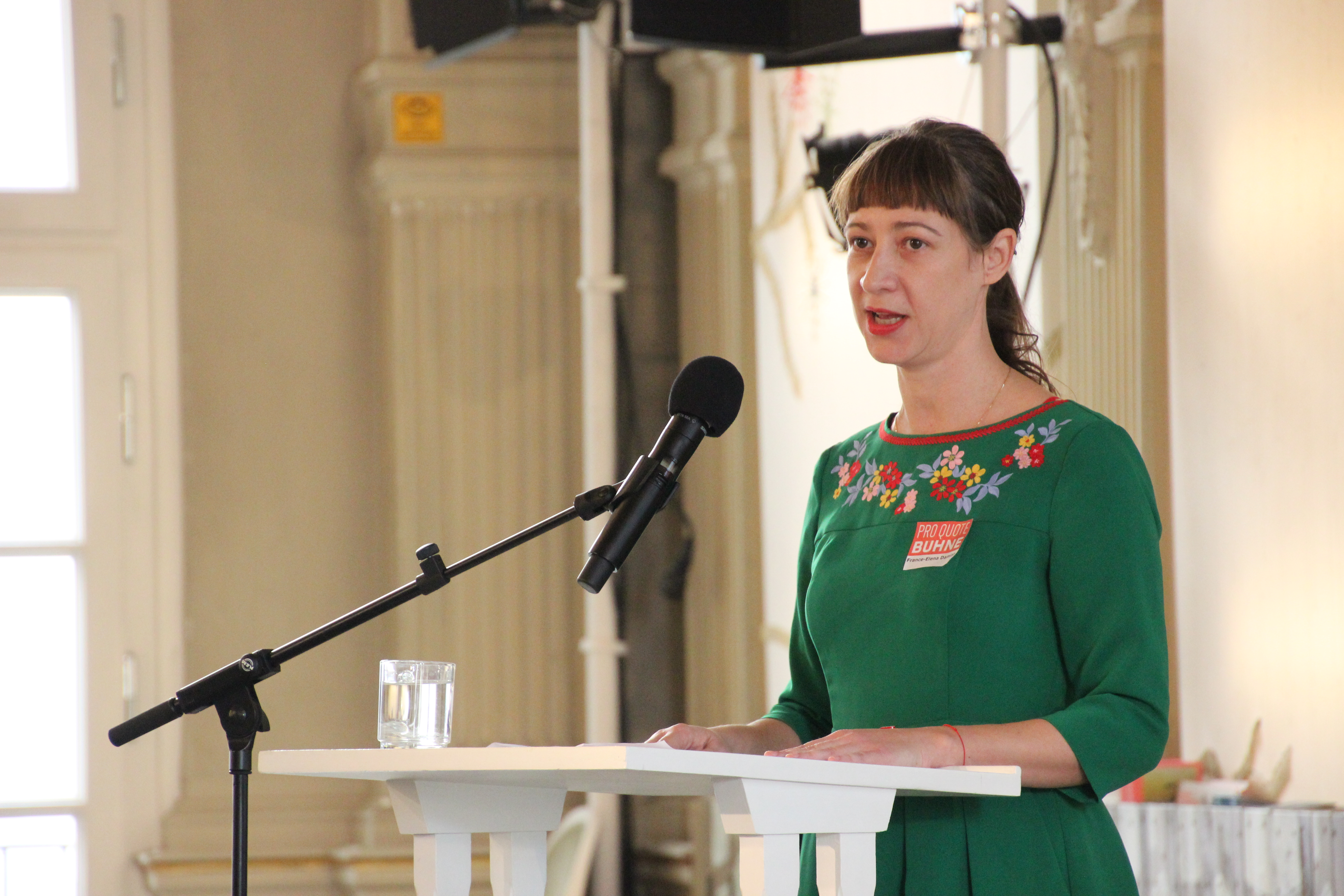
France Elena Damian spricht auf der Pressekonferenz am 17. Oktober 2017 im Deutschen Theater anlässlich der Vereinsgründung von Pro Quote Bühne e. V.

France-Elena Damian (* 1. Februar 1977 in Brașov, Rumänien) ist eine deutsche Theaterregisseurin, die zurzeit in Berlin lebt und arbeitet.

## Leben
France-Elena Damian wuchs als Kind zweier Balletttänzer auf. Sie besuchte bis 1987 die Ballettakademie in Bukarest. In diesem Jahr flüchteten ihre Eltern nach Deutschland. Ein Jahr später folgte sie ihnen nach. Sie besuchte in Stuttgart zunächst die John Cranko Schule für Ballett, studierte Erziehungswissenschaften und gelangte schließlich durch ein studienbezogenes Praktikum an das Landestheater Tübingen. Es folgten verschiedene Assistenzen u. a. an der Schaubühne am Lehniner Platz und in den Sophiensæle Berlin. 2009 schloss sie das Studium der Regie an der Hochschule für Schauspielkunst "Ernst Busch" Berlin ab.

## Engagement
France-Elena Damian ist Gründungsmitglied und Mitglied des Vorstands von Pro Quote Bühne, einer Gruppe von Bühnenregisseuren und anderen Theaterschaffenden in Deutschland, die sich für eine 50%ige Frauenquote in allen künstlerischen Theaterressorts und gegen ungleiche Bezahlung an deutschen Theatern einsetzt.

## Regiearbeiten
- 2007: Wie Kater Zorbas der Kleinen Möwe das Fliegen beibrachte frei nach Luis Sepúlveda – Schaubude Berlin[6]
- 2008: Blow Me To The Moon – Universität der Künste Berlin
- 2009: Eat My Wonderland nach Lewis Carroll – Sophiensæle Berlin[7]
- 2010: Komplexe/Weiberkomödie – Schauspielhaus Magdeburg
- 2011–12: Der Messias von Patrick Barlow – Schauspielhaus Magdeburg
- 2012: Monster von France-Elena Damian und Georg Mellert – Landestheater Coburg[8]
- 2013: Die Residenzler von France-Elena Damian und Georg Mellert – Landestheater Coburg[9]
- 2014: Im Wohnzimmer Rollberger Geschichtenerzähler – 48 Stunden Neukölln
- 2015: Kunst! Rettet! Ehe! von France-Elena Damian und Thorsten Schlenger – 48 Stunden Neukölln[10]
- 2015: SPAM (Beratung, Final View) von Lovefuckers – Sophiensæle Berlin[11]
- 2015: Once Upon a Time von France-Elena Damian – Deutsches Theater Berlin[12]
- 2016: Integrationskurs von France-Elena Damian, Mansur Ajang und Ahmad Hijazi – Staatstheater Darmstadt[13]
- 2016: Once Upon a Time von France-Elena Damian – Internationales Straßentheater-Festival „Berlin lacht!“[14]
- 2017: Die Ziganiada – Heimathafen Neukölln[15][16]
- 2017: INSIDE von Tamilla Woodard, Ana Margineanu, France-Elena Damian – Cathedral Saint John The Divine in New York City[17]
- 2023: Die Familienreise – Vom Schweigen und Lieben der Rumänen und Siebenbürgen, Künstlerische Leitung: France-Elena Damian – Theater Aufbau Kreuzberg (tak)[18][19]